# Михайловская целина
«Михайловская целина» (укр. «Михайлівська цілина») — природный заповедник, расположенный на территории Сумского района (Сумская область, Украина). Создан — 31 декабря 2009 года. Площадь — 882,9 га.
Согласно определению Экспертного совета Сумской области, заповедник стал одним из семи чудес Сумщины.

## История
В 1928 году был основан заповедник «Михайловская целина» с площадью 202,48 га. В 1961 году путём объединения «Михайловской целины» вместе с ещё тремя заповедниками («Хомутовская степь», «Каменные могилы», «Стрельцовская степь») был создан один природоохранный объект — Украинский степной природный заповедник. Указом Президента Украины Виктора Ющенко № 1035 от 11 декабря 2009 года «Михайловская целина» была выделена в отдельный природоохранный объект с уже увеличенной площадью 882,9 га.

## Описание
Заповедник был создан с целью охраны и сохранения единственного на Украине участка луговой степи в лесостепной зоне, а также типичных и уникальных лесных и водно-болотных природных комплексов Украинского Полесья. Михайловская целина расположена на водоразделе рек Грунь и Сула.
В состав нового заповедник вошли такие земли:
1. территория филиала Украинского степного природного заповедника «Михайловская целина» площадью 202,48 га
2. земли запаса Лебединской районной государственной администрации площадью 663,92 га
3. земли запаса Недригайловской районной государственной администрации площадью 9,5 га
4. земли Сумского областного производственного управления водного хозяйства площадью 7,0 га

## Природа
Растительность целины заповедника схожа как для северных так и южных степей. На территории «Михайловской целины» зарегистрировано 493 вида растений. Главное место занимают разнотравно-тырсовые и разнотравно-тыпчаково-тырсовые группирования. На территории заповедника было обнаружено 13 видов растений и грибов, занесённых в Красную книгу Украины.
Животный мир представлен зайцем русаком и лисицей обыкновенной, птицами, грызунами, а также здесь встречаются лоси, кабаны, волки, косули.